# Панкратий (епископ Арсинойский)
Епи́скоп Панкра́тий (греч. Ἐπίσκοπος Παγκράτιος; род. 17 апреля 1963, Геракиес, Никосия) — иерарх Кипрской православной церкви, епископ Арсинойский, викарий Пафской митрополии.

## Биография
Он окончил среднюю школу Педула в 1981 году, был зачислен в Национальную гвардию и демобилизовался в сентябре 1983 года. Изучал математику на физико-математическом факультете Афинского университета.
По собственному признанию, с детства верил в Бога, но не был церковным человеком и отрицал для себя возможность принятия священства. Но по его словам, любовь Христа и Богородицы привела его к таинству исповеди в возрасте 23 лет.
В ноябре 1992 года поступил послушником в монастырь Троодитисса. 2 мая 1993 года митрополитом Пафоским Хризостомом был рукоположен в сан диакона, а 6 августа им же — во пресвитера. 16 апреля 1994 года игуменом Монастыря Троодитисса Афанасием был пострижен в великую схиму.
В 1998 году он стал экономом, а в 2019 году — духовником.
В апреле 2019 года настоятель монастыря Хрисороятисса архимандрит Дионисий (Папахристофору) ушёл на покой по состоянию здоровья. 20 мая 2019 года вместе с другими тремя братьями был направлен в Монастырь Хрисороятисса. 26 мая того же года в монастыре Хрисорройатисса состоялась интронизация эконома Панкратия в качестве нового настоятеля монастыря Панагия Хрисорроятисса с возведением в сан архимандрита.
9 сентября 2020 года, по просьбе митрополита Пафского Георгия (Папахрисостому), Священный Синод Кипрской церкви единогласно избрал его епископом Арсинойским.
23 октября 2020 года в кафедральном соборе святого Иоанна Богослова в Никосии состоялся обряд наречения (Μέγα Μήνυμα).
24 октября 2020 года в кафоликоне монастыря Хрисорроятисса состоялась его архиерейская хиротония. Хиротонию совершили: архиепископ Кипрский Хризостом II, митрополит Пафосский Георгий (Папахрисостому), митрополит Китийский Нектарий (Спиру) и митрополит Карпаский Христофор (Циаккас), митрополит Киренийский Хризостом (Папатомас), митрополит Лимассольский Афанасий (Николау), митрополит Тримифунтский Варнава (Ставровуниотис), епископ Амафунтский Николай (Тимиадис), епископ Лидрский Епифаний (Махериотис), епископ Хитронский Леонтий (Энглистриотис), епископ Неапольский Порфирий (Махериотис) и епископ Месаориас Григорий (Хадзиураниу). Присутствовал и экзарх Гроба Господня на Кипре митрополит Вострский Тимофей (Маргаритис). Во время данной хиротонии архиепископ Хризостом II впервые помянул митрополита Епифания (Думенко) как предстоятеля автокефальной церкви.
25 ноября 2020 года был в числе иерархов, благодаря которым Священный Синод Кипрской Церкви принял решение поддержать позицию архиепископа Хризостома относительно признания Православной церкви Украины.